# Fischerturm (Rheydt)

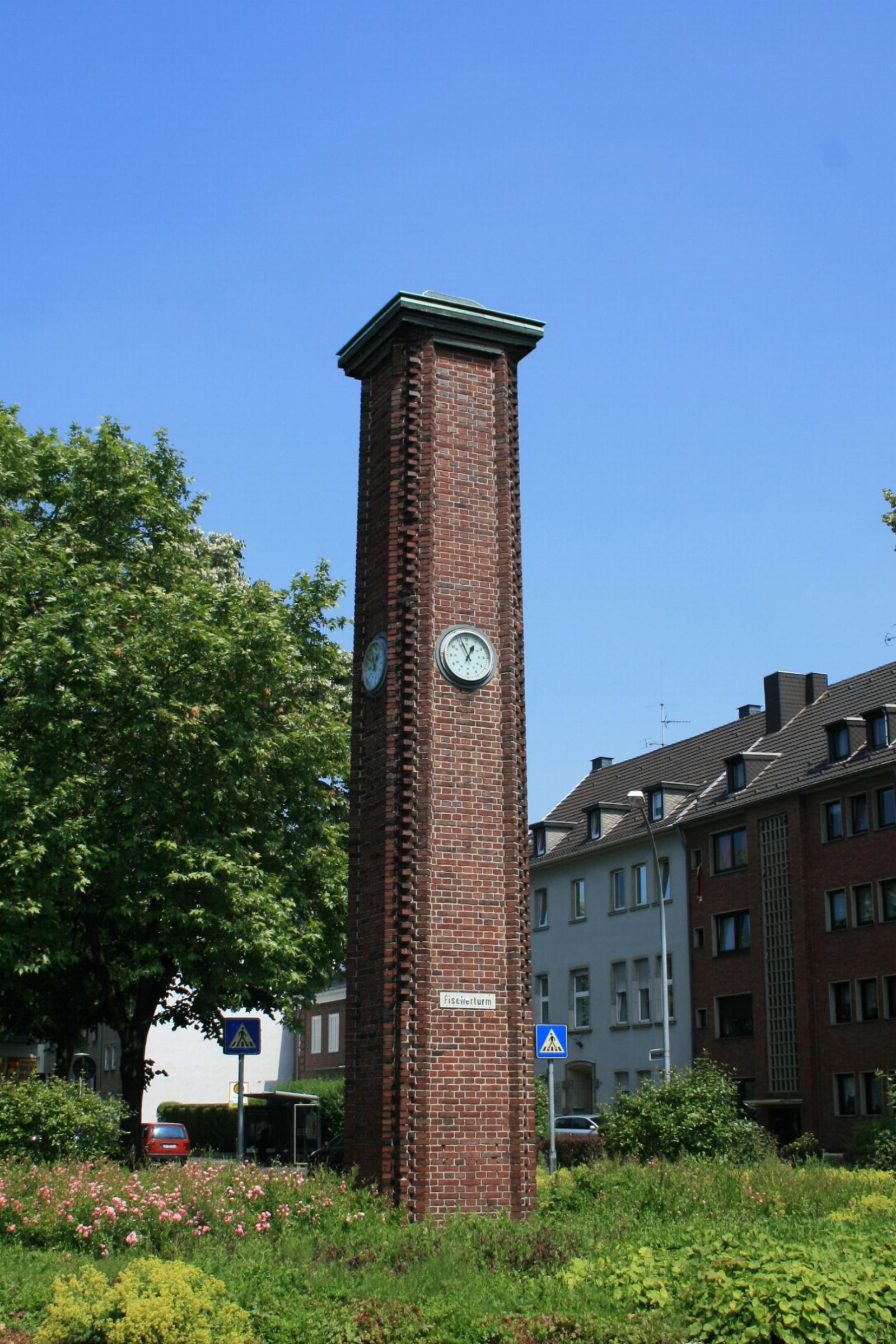
Fischerturm (2010)

Der Fischerturm steht im Stadtteil Rheydt in Mönchengladbach (Nordrhein-Westfalen).
Der Turm wurde 1928 erbaut. Er ist unter Nr. B 111 am 2. März 1989 in die Denkmalliste der Stadt Mönchengladbach eingetragen worden.

## Lage
In der Mitte der kreisförmig ausgeprägten Kreuzung von Nordstraße und Brucknerallee steht das „Denkmal“ der Allee, „der Fischerturm“. Die Allee verläuft in süd-nördlicher Richtung von Rheydt, Zentrum (Markt) bis zur Grenze Mönchengladbachs. Der Fischerturm steht an zentraler Stelle der unterschiedlich ausgeprägten Allee. Ab der Kreuzung ist die Allee verbreitert und der zweispurige Verkehr wird durch die Promenade getrennt. Insgesamt handelt es sich bei der Brucknerallee um eine intakte, zentrumsnahe Wohnstraße mit repräsentativen Bauten der Erschließungsphasen um 1895, 1905 und 1935, durchsetzt mit Bauten der Nachkriegszeit.

## Architektur
Nach Plänen des Stadtbaumeisters Walter Fischer wurde der Turm mit Uhren im Mittelpunkt des neu angelegten Rondells im Schnittpunkt Brucknerallee und der Nordstraße 1928 errichtet. Er ersetzt das Bismarckdenkmal, das bis 1920 die Mitte der um die Jahrhundertwende angelegten Prachtstraße markiert. Es handelt sich um ein Bauwerk, das scheinbar eher zufällig entstanden ist und primär dem Zwecke der Beleuchtung der Straßenkreuzung diente.